# Velká Losenice
Velká Losenice (en allemand : Groß Losenitz) est une commune du district de Žďár nad Sázavou, dans la région de Vysočina, en Tchéquie. Sa population s'élevait à 1 228 habitants en 2020.

## Géographie
Velká Losenice se trouve à 7 km à l'est du centre de Přibyslav, à 7,5 km à l'ouest-nord-ouest de Žďár nad Sázavou, à 27 km au nord-est de Jihlava et à 116 km au sud-est de Prague.
La commune est limitée par Malá Losenice et Vepřová au nord, par Račín à l'est, par Sázava au sud-est, par Nové Dvory au sud-ouest, et par Přibyslav à l'ouest.

## Histoire
La première mention écrite de la localité date de 1352.

## Administration
La commune se compose de deux quartiers :
- Pořežín
- Velká Losenice

## Transports
Par la route, Velká Losenice se trouve à 8,5 km de Přibyslav, à 14 km de Žďár nad Sázavou, à 35 km de Jihlava et à 156 km de Prague.